# Contea di Arapahoe
La contea di Arapahoe (in inglese Arapahoe County) è una contea dello Stato del Colorado negli Stati Uniti. La popolazione nel 2006 era di 537.197 abitanti (al censimento del 2000 erano 487.967). Il capoluogo di contea è Littleton, ma il centro più grande è Aurora, i cui circa 300.000 abitanti sono in parte nel territorio della vicina contea di Adams. Tutta la parte più occidentale rientra nell'area metropolitana di Denver e concentra più del 95% della popolazione dell'intera contea.

## Geografia fisica
La contea si trova nel nord-est dello Stato, a est della città di Denver. La contea ha una forma rettangolare regolare ed estremamente allungata in direzione est-ovest. La larghezza è di 116 km e l'ampiezza in direzione nord sud è di 19 km nella parte centro-orientale mentre ad ovest si riduce fino a 4 km. La superficie totale è di 2.080 km², dei quali solo 6 km² (0.28%) di acque interne.
Le irregolarità nel confine sul lato più occidentale comprendono anche la presenza di due exclave tutte all'interno della città di Denver. Una di queste è costituita dalla città di Glendale.

### Contee confinanti
- Contea di Adams - nord
- Contea di Washington - est
- Contea di Lincoln - sud-est
- Contea di Elbert - sud
- Contea di Douglas - sud-ovest
- Contea di Jefferson - sud-ovest
- Città e contea di Denver - ovest

## Storia
Si tratta della prima contea del Colorado, poiché fu creata come parte dei limiti ovest del Territorio del Kansas nel 1855. Quando il Kansas entrò a far parte dell'Unione nel 1861, la contea fu ridimensionata e diventò una delle 17 contee originarie del Territorio del Colorado. All'inizio del XIX secolo ques'area era territorio dei popoli Cheyenne e Arapaho. La contea fu chiamata così per i nativi Arapaho che abitavano l'area.

## Città e paesi

### Comuni
- Aurora - city - in parte nelle contee di Adams e Douglas
- Bennett - town
- Bow Mar - town
- Centennial - city - comprendente i vecchi CDP di Southglenn e Castlewood
- Cherry Hills Village - city
- Columbine Valley - town
- Deer Trail - town
- Englewood - city
- Foxfield - town
- Glendale - city
- Greenwood Village - city
- Littleton - city  - in parte nelle contee di Jefferson e Douglas
- Sheridan - city

### Census-designated place
- Aetna Estates
- Brick Center
- Byers
- Cherry Creek
- Columbine - in parte nella contea di Jefferson
- Comanche Creek
- Dove Valley
- Holly Hills
- Inverness
- Peoria
- Strasburg - in parte nella contea di Adams
- Watkins - in parte nella contea di Adams